# The Last Command
 The Last Command és una pel·lícula estatunidenca dirigida per Josef von Sternberg, estrenada el 1928. L'any 2006 el National Film Registry de la Biblioteca del Congrés dels Estats Units la va seleccionar per a la seva preservació degut al seu interès cultural, històric o estètic.

## Argument
The Last Command s'inspira en una història suposadament real, que s'atribueix a Ernst Lubitsch. El seu protagonista és el General Lodijensky, un aristòcrata tsarista cosí del Tsar arruïnat, que, després de la Revolució Soviètica, acaba recalant a Hollywood, on treballa com a extra en una pel·lícula que narra els convulsos dies de la Revolució de 1917, i en el qual encarna un personatge la vida del qual és idèntica a la seva. Aquesta situació estranya i insòlita fa que aflorin a la seva memòria els records del passat.

## Repartiment
- Emil Jannings: General Dolgorucki
- Evelyn Brent: Natalie Dabrova
- William Powell: Lev Andreyev
- Jack Raymond: Assistent
- Nicholas Soussanin: L'ajudant
- Michael Visaroff: Serge
- Fritz Feld: Un revolucionari

## Premis
- 1929: Oscar al millor actor per a Emil Jannings (també per The Way of All Flesh)